# هانس هوبر
هانس هوبر (آلمانی: Hans Huber؛ ‏۱ ژانویهٔ ۱۹۳۴ – ۱۲ ژانویهٔ ۲۰۲۴) بوکسور اهل آلمان بود.